# Berith
Baal-Berith o Berith (lett. "Signore delle alleanze") era una divinità cananea, protettore dei patti e delle alleanze, sotto la cui statua si giurava di rispettare un patto o un accordo appena sancito. Il culto, secondo il Libro dei Giudici, era molto diffuso tra i popoli sottomessi da Israele, e in particolare nella città di Sichem.

## Nelle scritture rabbiniche
L'idolo Ba'al-berith, che gli ebrei adorarono dopo la morte di Gedeone, era lo stesso idolo, secondo i rabbini, venerato precedentemente dai popoli sottomessi dagli ebrei come Ba'al Zebul, "Il Signore delle mosche", il dio di Ekron (II Re i. 2). Era venerato nella forma di una mosca, e i rabbini affermano che gli ebrei fossero talmente assuefatti dal suo culto, che essi usassero portare un'immagine del dio nella tasca, baciandola di tanto in tanto. Baal-Zebub è chiamato Baal-Berit perché questi ebrei dicevano di aver stretto un patto (in ebraico: "berit") di devozione con l'idolo, essendo disposti a parte con esso per un istante (Shab. 83b). Secondo un'altra concezione, Baal-Berit sarebbe stato un culto osceno simile al culto del dio romano Priapo. L'idea è evidentemente basata sul significato successivo del termine "berit", ovvero "circoncisione"

## Berith come arcidemonio
In seguito al concilio canonico di Braga, Berith, come altre divinità e idoli pagani, venne resa nemica del cristianesimo e resa un demonio.
Negli scritti di demonologia, come l'Ars goetia, Berith viene descritto come potente e terribile duca degli inferi, a capo degli archivi infernali, nonché demonio che ispira negli uomini il peccato di blasfemia e omicidio. Si dice che possa rivelare segreti e cose sul passato, presente e futuro, ma essendo un demonio estremamente bugiardo bisogna costringerlo a rispondere in modo veritiero nel nome di Dio. Inoltre può distribuire onori agli uomini e trasformare i vari metalli in oro.
Secondo uno scritto di Padre Sébastien Michaëlis nel 1612, Berith insieme ad un gruppo di demoni venne esorcizzato e costretto ad abbandonare il corpo di una suora a Aix-en-Provence. Durante l'esorcismo, Berith rivelò non solo il suo nome e quello degli altri demòni che possedevano la suora, ma anche i nomi dei santi che sarebbero stati i più efficaci nel contrastarli. Il suo nemico è San Barnaba.
Viene descritto in uniforme militare con una corona d'oro in testa ed in sella ad un destriero rosso.